# Oasi di protezione dell'invaso artificiale e del parco del Cillarese
L'oasi di protezione faunistica del Cillarese è un bacino idrico artificiale situato alla periferia ad ovest di Brindisi.

## Storia
In origine si trattava di una area paludosa che nel 1980 è stata bonificata, grazie alla costruzione di un invaso artificiale, realizzato con fondi della Cassa per il Mezzogiorno, e trasformata in un bacino idrico per fornire acqua alle industrie locali. Viene gestito dal consorzio ASI Brindisi che lo gestisce considerandola una "area a servizio di un impianto industriale". Nel giro di pochi anni dalla realizzazione della diga, l'invaso è diventato un habitat naturale per varie specie di uccelli acquatici stanziali e meta per tanti uccelli migratori.

## Territorio

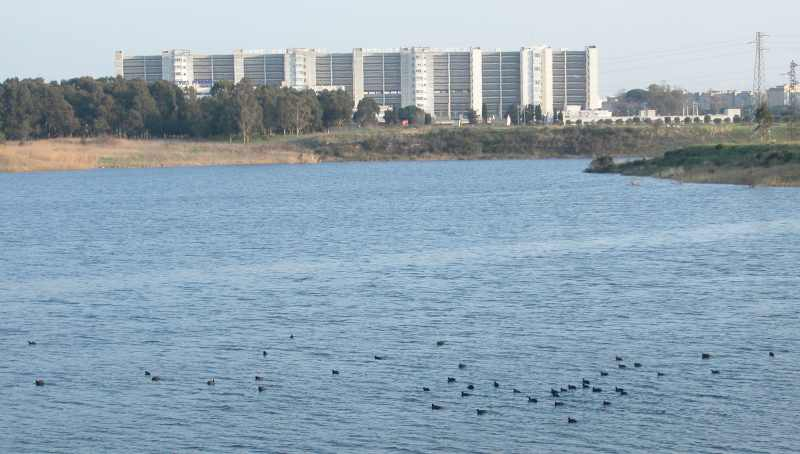
Il bacino del Cillarese con l'ospedale "Perrino" di Brindisi sullo sfondo

L'intera zona ha una estensione di circa 170 ettari di cui circa 100 occupati dall'invaso, circondato da colture. Vi è anche il bosco del Cillarese, un agglomerato di conifere. Le acque reflue del Cillarese sono scaricate per mezzo di un canale, che prende lo stesso nome, nel Seno di Ponente.
Ha una profondità di circa tre metri ed è alimentato dalle acque bianche (e non solo) provenienti dai comuni della provincia ad ovest del capoluogo, oltre che dalle costanti precipitazioni che avvengono nell'area.
L'invaso è visibile da contrada Montenegro, vicino alla postazione del ripetitore radio locale, posto sulla cima della collina che costeggia la valle (attraversata dalla pista ciclabile). Altre vedute si hanno dalla ferrovia in direzione Taranto o ancor meglio da quella in direzione Bari, o dall'ospedale di Brindisi  Antonio Perrino, soprattutto ai piani alti, dove si può notare l'estensione totale del bacino della diga.

## Vincoli di tutela
Attualmente l'area è sottoposta a vincolo naturalistico in quanto "oasi di protezione della fauna" (DPGR n.376 del 6 agosto 1992).
Il sito è stato inoltre dichiarato sito di interesse regionale (SIR; codice IT9140012), nell'ambito del progetto realizzato dal Ministero dell'ambiente per censire i biotopi che rientrano nelle rete ecologica europea "Natura 2000", in applicazione della cosiddetta "Direttiva Habitat" (direttiva 92/43/CEE).
L'area rientra tra le zone umide indicate dall'Istituto nazionale per la fauna selvatica in cui svolgere ogni anno il censimento degli uccelli acquatici svernanti (codice zona:BR0501).
È inoltre in corso una procedura per il riconoscimento dello status di parco urbano da parte del comune di Brindisi, ai sensi della L.R. n.19 del 1997 (“Norme per l'istituzione e la gestione delle aree naturali protette nella Regione Puglia”).

## Fauna

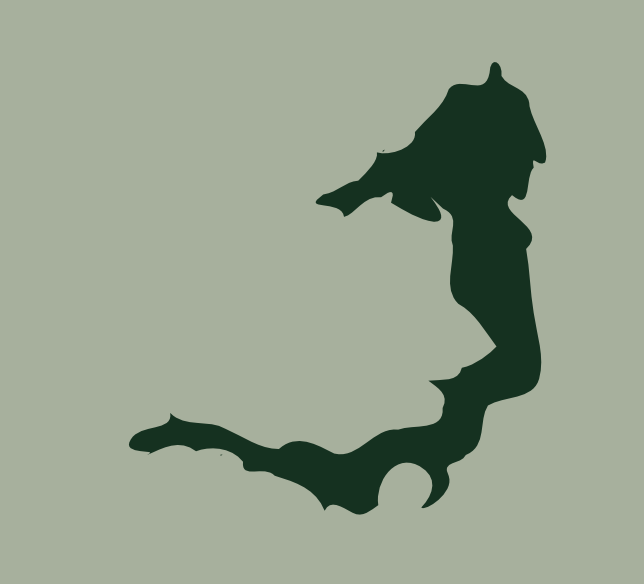
Mappa dell'invaso

L'area è divenuta nel tempo un'importante zona di svernamento e nidificazione lungo le rotte migratorie di numerose specie di uccelli acquatici tra cui la rara moretta tabaccata (Aythya nyroca) ed altri Anatidi quali il moriglione (Aythya ferina), il mestolone (Anas clypeata), la folaga (Fulica atra). Altre specie segnalate sono la garzetta (Egretta garzetta), l'airone cenerino (Ardea cinerea), il tuffetto (Tachybaptus ruficollis) e lo svasso (Podiceps cristatus). Occasionalmente sono stati osservati anche l'airone bianco maggiore (Casmerodius albus) e l'airone guardabuoi (Bubulcus ibis).
In primavera è inoltre spesso segnalata la presenza della gru (Grus grus) e della cicogna bianca (Ciconia ciconia). Tra i rapaci vanno infine segnalati il falco pescatore (Pandion haliaetus) e l'albanella minore (Circus pygargus). Molti anfibi (rane, rospi, salamandre ecc) e rettili tra i quali figurano la tartaruga palustre, il biacco, la biscia dal collare e il colubro. Tra i mammiferi più comuni vi possono essere le volpi, le lepri, le faine, i ricci e i cinghiali.

## Accessi
L'invaso è raggiungibile da alcune strade interne, sia da contrada Montenegro, arrivando dalla strada statale 16 Adriatica per San Vito dei Normanni, o dalla strada statale 379, per l'omonimo svincolo, oppure dalla strada comunale Pittachi, in direzione Taranto-Lecce.